# آماره
آماره (به انگلیسی: statistic) در آمار به عددی گویند که یک توزیع نمونه‌برداری را خلاصه‌سازی یا توصیف می‌کند.
تابع U=g(X۱, X۲, …, Xn)‎ از نمونهٔ تصادفی X۱, X۲, …, Xn را که در آن پارامتر مجهولی وجود نداشته باشد یک آماره می‌گویند. در این تعریف U یک متغیر تصادفی است که توزیع آن ممکن است به پارامتر بستگی نداشته باشد؛ اما تنها آماره‌هایی برای برآورد مفید هستند که توزیعشان به پارامتر مجهول بستگی داشته باشد و اطلاعاتی در مورد این پارامتر به ما بدهند.
آماره ها به دو دسته تقسیم می شوند:
1. آماره های توصیفی
2. آماره های استنتاجی[۴]